# Araneus carchi
Araneus carchi är en spindelart som beskrevs av Levi 1991. Araneus carchi ingår i släktet Araneus och familjen hjulspindlar.
Artens utbredningsområde är Ecuador. Inga underarter finns listade i Catalogue of Life.